# Ditrichum crinale
Ditrichum crinale là một loài rêu trong họ Ditrichaceae. Loài này được Taylor Kuntze mô tả khoa học đầu tiên năm 1891.